# Tomaszów Lubelski (comune rurale)
Tomaszów Lubelski è un comune rurale polacco del distretto di Tomaszów Lubelski, nel voivodato di Lublino.
Ricopre una superficie di 170,78 km² e nel 2004 contava 10 909 abitanti.
Il capoluogo è Tomaszów Lubelski, che non fa parte del territorio ma costituisce un comune a sé.